# Italian Walk of Fame
La prima e, al momento, unica Italian Walk of Fame al mondo si trova a Toronto, in Canada. Venne inaugurata il 7 settembre 2009.
Nata ad imitazione della Hollywood Walk of Fame, è situata nel cuore della famosa destinazione turistica di Toronto nota come Little Italy e cofondata da Jimi Bertucci e Marisa Lang, la IWOF rende omaggio agli straordinari progressi degli italiani raggiunti in tutti i campi con delle stelle collocate in modo permanente e ben visibile nel marciapiede di College Street.

## Assegnazioni
| Anno | Nome                   | Area di riconoscimento                    |
| ---- | ---------------------- | ----------------------------------------- |
| 2009 | Rudoplh Bratty         | Sviluppatore immobiliare                  |
| 2009 | Phil Esposito          | Giocatore di hockey                       |
| 2009 | Julian Fantino         | Politico                                  |
| 2009 | Connie Francis         | Cantante                                  |
| 2009 | Giancarlo Giannini     | Attore                                    |
| 2009 | Johnny Lombardi        | Imprenditore radiofonico                  |
| 2010 | Armand Assante         | Attore                                    |
| 2010 | Enrico Colantoni       | Attore                                    |
| 2010 | Frank Iacobucci        | Giudice della Corte Suprema               |
| 2010 | Frank Mancuso Sr.      | Direttore esecutivo del cinema            |
| 2010 | Dean Martin (postumo)  | Cantante                                  |
| 2011 | Luigi Aquilini         | Uomo d'affari                             |
| 2011 | Bobby Curtola          | Cantante                                  |
| 2011 | Alfredo De Gasperis    | Imprenditore / sviluppatore / costruttore |
| 2011 | Roberto Luongo         | Giocatore di hockey                       |
| 2011 | Franco Nero            | Attore                                    |
| 2011 | Connie Stevens         | Cantante/Attrice                          |
| 2012 | Carlo Baldassarra      | Uomo d'affari                             |
| 2012 | Maria Grazia Cucinotta | Attrice                                   |
| 2012 | Beverly D'Angelo       | Attrice                                   |
| 2012 | Joe Pantoliano         | Attore                                    |
| 2013 | Lou Biffis             | Uomo d'affari                             |
| 2013 | Jennifer Dale          | Attrice                                   |
| 2013 | Robert Davi            | Attore                                    |
| 2013 | John Saxon             | Attore                                    |
| 2014 | Andy Donato            | Cartoonist editoriale                     |
| 2014 | Joseph Mancinelli      | Uomo d'affari                             |
| 2014 | Joe Mantegna           | Attore                                    |
| 2014 | Gino Vannelli          | Cantante                                  |